# Norra Abborrtjärnen (Västra Fågelviks socken, Värmland)
Norra Abborrtjärnen är en sjö i Årjängs kommun i Värmland och ingår i Göta älvs huvudavrinningsområde.